# Ted Hill
Pour les articles homonymes, voir Hill.
Pas d'image ? Cliquez ici

a Compétitions nationales et continentales officielles uniquement.

b Matchs officiels uniquement.
Dernière mise à jour le 28 septembre 2023.
Ted Hill, né le 26 mars 1999 à Worcester (Angleterre), est un joueur international anglais de rugby à XV jouant au poste de troisième ligne aile avec Bath Rugby en Premiership.

## Biographie

### Carrière en club
Ted Hill joue chez les jeunes avec le Malvern RFC (en), avant d'intégrer l'académie des Worcester Warriors. Il dispute son premier match avec l'équipe première de Worcester en fin d'année 2017 contre les Sale Sharks en Coupe anglo-galloise.
En septembre 2018, il fait ses débuts en Championnat d'Angleterre contre Leicester, marquant son premier essai 27 minutes après son entrée en jeu, puis un deuxième essai pour garantir la victoire à son équipe. Il marque aussi son premier essai européen quelques semaines plus tard en Challenge Cup contre le Stade français.
En début de saison 2019-2020, il signe une première prolongation de son contrat de deux ans, soit jusqu'en 2022. À l'issue de cette saison, Hill est choisi comme nouveau capitaine des Warriors, soit le plus jeune de l'histoire du club. Puis, il prolonge une nouvelle fois son contrat de deux ans supplémentaires, le faisant ainsi rester jusqu'en 2024.
En octobre 2022, il rejoint le club de Bath où il signe un contrat long terme, après l'effondrement financier de Worcester, libérant l'intégralité de l'effectif.
Durant la saison 2023-2024, il est titulaire lors de la finale de Premiership perdue 25 à 21 contre les Northampton Saints,.

### Carrière internationale
Il a fait partie de l'équipe d'Angleterre des moins de 16 ans, puis celle des moins de 18 ans.
En équipe d'Angleterre des moins de 20 ans, il prend part à trois éditions du Tournoi des Six Nations entre 2017 et 2019 (sacré en 2017) et deux éditions des Championnats du monde junior, étant notamment finaliste en 2018 contre la France.
Après des performances remarquées en club, Eddie Jones l'appelle en octobre 2018 pour participer au camp d'entraînement pour les tests d'automne de l'équipe nationale.
En novembre 2018, lors âgé de 19 ans, Ted Hill rentre en fin de match contre l'Argentine, obtenant sa première sélection internationale sénior avec l'Angleterre. Il est de nouveau utilisé par le quinze de la rose à l'été 2021, jouant contre les Américains, avant de se blesser à la cheville et renoncer aux tests suivants.
En novembre 2024, il est sélectionné en équipe d'Angleterre A pour affronter l'Australie A (en).

## Palmarès

### En club
- Vainqueur de la Coupe d'Angleterre en 2022 avec les Worcester Warriors.
- Finaliste du Championnat d'Angleterre en 2024 avec Bath Rugby.
- Vainqueur de la Challenge Cup en 2025 avec Bath Rugby.
- Vainqueur du Championnat d'Angleterre en 2025 avec Bath Rugby.

### En équipe nationale
- Vainqueur du Tournoi des Six Nations des moins de 20 ans en 2017 (Grand Chelem) avec l'équipe d'Angleterre des moins de 20 ans.
- Finaliste du Championnat du monde junior en 2018 avec l'équipe d'Angleterre des moins de 20 ans.

### Distinctions personnelles
- Membre de l'équipe type du Championnat d'Angleterre en 2025.